# Xã Gum Woods, Quận Lonoke, Arkansas
Xã Gum Woods (tiếng Anh: Gum Woods Township) là một xã thuộc quận Lonoke, tiểu bang Arkansas, Hoa Kỳ. Năm 2010, dân số của xã này là 2.997 người.